# マテラスカイ
マテラスカイ（英：Matera Sky）は、アメリカ合衆国生産、日本調教の競走馬。主な勝ち鞍は2018年のプロキオンステークス(GIII)、2020年のクラスターカップ（JpnIII）。

## 戦績

### デビュー前
当歳時の2014年にノベンバー・ブリーディング・ストック・セールでコブラファーム（Cobra Farm）によって14万ドルで購入され、育成を受ける。翌2015年のキーンランド・セプテンバーセールで大野照旺によって35万ドルで購入され、日本に輸入された。

### 2歳（2016年）
大野剛嗣名義で所有され、栗東・森秀行厩舎に入厩する。9月24日の新馬戦（阪神ダート1400m）でデビューして2着となり、2戦目の未勝利戦（新潟ダート1200m）で初勝利を挙げた。

### 3歳（2017年）
3歳時は9戦するも500万下の1勝のみに終わる。

### 4歳（2018年）
年明け初戦の1000万下を2着とした後、鞍上に武豊を迎えて挑んだ頌春賞(1000万下)、橿原ステークス(1600万下)を連勝。橿原ステークスの5馬身差圧勝を受けて陣営は果敢にドバイゴールデンシャヒーン遠征に挑み、5着と善戦する。鞍上の武豊も「スピード負けしていなかった」と健闘を讃えた。降級を挟んだ帰国初戦の花のみちステークス(1600万下)を3馬身半差で楽勝して挑んだプロキオンステークスでは芝スタートも苦にせずハナを切り、そのまま4馬身差の圧勝で重賞初制覇を果たした。勝ち時計1分20秒3はダート1400mの日本レコードを1秒2も更新する驚異の時計であった。管理する森は「腰がパンとして以前と全然違います」と馬体の成長が本格化をもたらしていると述べた。
秋は東京盃から始動したが、大幅な馬体増の影響もあって圧倒的人気を裏切り4着に敗れた。叩き2戦目のJBCスプリントでも1番人気に支持され、好スタートからハナを切ってそのまま押し切るかに見えたが、ゴール前でグレイスフルリープに僅かに交わされて2着となった。年内最終戦の兵庫ゴールドトロフィーでは武が騎乗停止のため、この年の地方競馬全国リーディングジョッキー吉村智洋が手綱を取るも、単勝1.3倍の断然1番人気を裏切る5着に敗退した。

### 5歳（2019年）
近走の不振もあってこの年初戦の根岸ステークスでは4番人気まで支持を落とし、逃げを打ったが13着に終わった。続いて昨年と同様にドバイゴールデンシャヒーンに遠征。最有力と見られていた米スプリントGI4勝馬のロイエイチが直前で回避したが、それでも前日のブックメーカーオッズではブービー人気、JRA内の最終オッズでも5番人気止まりであった。しかしレースでは先手を取った2016年・2018年の本レース2着馬エックスワイジェットに終始喰らいつき、直線での同馬との叩き合いには競り負けたものの2着に健闘。2009年のバンブーエール及び2010年（オールウェザーでの開催）のローレルゲレイロの4着を上回る本レースの日本調教馬史上最高着順となり、日本調教馬の海外ダートGIにおける着順としても、2001年ドバイワールドカップでのトゥザヴィクトリー（2着）に並ぶ史上1位タイの記録となった。
ドバイゴールデンシャヒーンのレース後、陣営はブリーダーズカップ・スプリント挑戦を表明。帰国後は連覇を目指してプロキオンステークスに出走し、1番人気に推された中で逃げの手を打ったものの、1000mと1200mの通過タイムが日本レコードを上回るというハイペースでの逃げとなり、最後は失速して5着に敗れた。
米国遠征前の叩き台として久々の芝レースセントウルステークスに出走、やはり逃げに出たがレコード勝ちのタワーオブロンドンや武のお手馬ファンタジスト（本レースでは和田竜二が騎乗）らの差し脚につかまり7着に終わる。
その後は同馬主・同厩舎でブリーダーズカップ・ジュヴェナイルに出走するフルフラットと共にアメリカに移動し、ブリーダーズカップ・スプリントに出走。好スタートから2番手に位置を取ったが、直線で伸びを欠いて後退し最下位の8着に敗れた。

### 6歳（2020年）
年明け初戦はサウジアラビアに遠征し、サウジカップデーの1レースであるサウジアカップに出走。1つ前に行われたサンバサウジダービーカップではフルフラットが日本馬初のサウジアラビア勝利を飾っており、日本馬の連勝を目指しての出走となった。レースでは外枠発走ながら好スタートから逃げの手を打ち、直線では後続を大きく引き離す構えを見せたが、ゴール手前で脚が止まり僅かに交わされて2着に惜敗。レース後に鞍上の武豊は「外枠の分、脚を使ってしまい、それが最後に響いたかもしれません。あそこまでいったら勝ちたかったです」とコメントした。
日本に帰国後、6月4日の北海道スプリントカップはメイショウアイアンの2着と惜敗するも、続くクラスターカップでは道中2番手追走から最後の直線で逃げ粘るヒロシゲゴールドをかわして先頭に立ち、1分08秒5の日本レコードで重賞2勝目をマークした。
秋に入り、10月7日の東京盃は11着に沈んだが、11月3日のJBCスプリントではサブノジュニアの2着に入った。

### 7歳（2021年）
年明け初戦は2年連続でサウジアラビアに遠征し、リヤドダートスプリントに出走し2着となる。その後、ドバイへ転戦して3月27日のドバイゴールデンシャヒーンに出走するも12着と大敗を喫する。
日本に帰国後は連覇をかけて挑んだクラスターカップに出走したが5着に終わり、連覇はならなかった。秋に入り、アメリカに遠征し、11月6日のブリーダーズカップ・スプリントに2年ぶりに出走するも5着であった。11月28日付けで競走馬登録を抹消し引退。

### 種牡馬時代
北海道日高町のブリーダーズ・スタリオン・ステーションで種牡馬となる。
2024年6月16日、結腸捻転のため死亡。10歳没。

## 競走成績
以下の内容は、netkeiba.com及びfrusiya.comの情報に基づく。
| 競走日     | 競馬場       | 競走名                 | 格     | 距離（馬場）  | 頭 数 | 枠 番 | 馬 番 | オッズ （人気） | 着順 | タイム （上がり3F） | 着差  | 騎手          | 斤量 [kg] | 1着馬（2着馬）         | 馬体重 [kg] |
| ---------- | ------------ | ---------------------- | ------ | ------------- | ----- | ----- | ----- | --------------- | ---- | ------------------- | ----- | ------------- | --------- | ---------------------- | ----------- |
| 2016.09.24 | 阪神         | 2歳新馬                |        | ダ1400m（稍） | 11    | 3     | 3     | 006.20（4人）   | 02着 | R1:26.1（38.6）     | -0.7  | 0M.デムーロ   | 54        | コーカス               | 498         |
| 0000.10.16 | 新潟         | 2歳未勝利              |        | ダ1200m（良） | 15    | 8     | 15    | 001.80（1人）   | 01着 | R1:13.1（37.5）     | -0.1  | 0F.ヴェロン   | 55        | （キャプテンルフィ）   | 500         |
| 0000.11.05 | 東京         | 京王杯2歳S             | GII    | 芝1400m（良） | 13    | 4     | 5     | 190.8（12人）   | 09着 | R1:22.7（34.3）     | -0.8  | 0山本聡哉     | 55        | モンドキャンノ         | 506         |
| 0000.12.03 | 中京         | 寒椿賞                 | 5下    | ダ1400m（良） | 11    | 8     | 11    | 027.70（9人）   | 02着 | R1.24.9（37.4）     | -0.2  | 0V.シュミノー | 55        | シゲルベンガルトラ     | 512         |
| 2017.01.05 | 京都         | 3歳500万下             |        | ダ1800m（良） | 13    | 3     | 3     | 014.00（7人）   | 12着 | R1:55.4（40.2）     | -2.9  | 0V.シュミノー | 56        | サンライズノヴァ       | 512         |
| 0000.02.19 | 東京         | ヒヤシンスS            | OP     | ダ1600m（良） | 15    | 5     | 8     | 146.4（13人）   | 11着 | R1:38.8（36.5）     | -1.0  | 0蛯名正義     | 56        | エピカリス             | 514         |
| 0000.03.11 | 阪神         | 3歳500万下             |        | ダ1200m（良） | 13    | 7     | 11    | 006.60（2人）   | 01着 | R1:11.4（35.8）     | -0.1  | 0川又賢治     | 53        | （テイエムチェロキー） | 510         |
| 0000.04.30 | 京都         | 端午S                  | OP     | ダ1400m（良） | 16    | 5     | 9     | 017.00（7人）   | 13着 | R1:26.5（37.1）     | -0.9  | 0川又賢治     | 56        | マイネルバールマン     | 504         |
| 0000.09.10 | 阪神         | 新涼特別               | 10下   | ダ1400m（良） | 14    | 5     | 8     | 022.70（9人）   | 07着 | R1:24.0（36.7）     | -0.9  | 0浜中俊       | 55        | ディーズプラネット     | 504         |
| 0000.10.09 | 京都         | 円山特別               | 10下   | ダ1200m（稍） | 16    | 2     | 3     | 008.30（2人）   | 08着 | R1:12.7（36.4）     | -1.2  | 0C.ルメール   | 55        | ゼンノサーベイヤー     | 512         |
| 0000.10.29 | 東京         | 三峰山特別             | 10下   | ダ1600m（不） | 12    | 2     | 2     | 043.10（9人）   | 10着 | R1:38.1（37.3）     | -1.2  | 0内田博幸     | 55        | イーグルフェザー       | 510         |
| 0000.12.02 | 阪神         | 3歳上1000万下          |        | ダ1400m（良） | 16    | 7     | 14    | 063.8（10人）   | 07着 | R1:24.6（37.7）     | -1.7  | 0松山弘平     | 56        | アディラート           | 514         |
| 0000.12.16 | 中山         | 3歳上1000万下          |        | ダ1200m（良） | 16    | 4     | 7     | 032.6（11人）   | 04着 | R1:11.5（37.3）     | -0.7  | 0三浦皇成     | 56        | レレマーマ             | 522         |
| 2018.01.08 | 京都         | 4歳上1000万下          |        | ダ1200m（稍） | 16    | 2     | 4     | 018.10（6人）   | 02着 | R1:11.8（37.5）     | -0.3  | 0川又賢治     | 53        | ハニージェイド         | 520         |
| 0000.01.21 | 中山         | 頌春賞                 | 10下   | ダ1200m（稍） | 15    | 4     | 7     | 012.10（6人）   | 01着 | R1:10.9（37.5）     | -0.2  | 0武豊         | 56        | （マンカストラップ）   | 516         |
| 0000.02.17 | 京都         | 橿原S                  | 16下   | ダ1200m（稍） | 15    | 5     | 8     | 005.80（2人）   | 01着 | R1:11.0（36.2）     | -0.8  | 0武豊         | 54        | （ジープルメリア）     | 518         |
| 0000.03.31 | メイダン     | ドバイGシャヒーン      | G1     | ダ1200m（良） | 9     |       | 5     | 017.00（5人）   | 05着 | 0                   | -     | 0武豊         | 57        | Mind Your Biscuits     | 計不        |
| 0000.06.24 | 阪神         | 花のみちS              | 16下   | ダ1200m（重） | 16    | 2     | 3     | 002.40（1人）   | 01着 | R1:10.7（36.5）     | -0.6  | 0武豊         | 57        | （ヴェンジェンス）     | 516         |
| 0000.07.08 | 中京         | プロキオンS            | GIII   | ダ1400m（不） | 14    | 8     | 13    | 007.80（4人）   | 01着 | R1:20.3（35.6）     | -0.7  | 0武豊         | 56        | （インカンテーション） | 508         |
| 0000.10.10 | 大井         | 東京盃                 | JpnII  | ダ1200m（良） | 15    | 3     | 5     | 001.50（1人）   | 04着 | R1:12.5（38.1）     | -0.4  | 0武豊         | 56        | キタサンミカヅキ       | 526         |
| 0000.11.04 | 京都         | JBCスプリント          | JpnI   | ダ1200m（良） | 16    | 3     | 5     | 002.00（1人）   | 02着 | R1:10.4（36.7）     | -0.0  | 0武豊         | 57        | グレイスフルリープ     | 512         |
| 0000.12.27 | 園田         | 兵庫ゴールドT          | JpnIII | ダ1400m（稍） | 10    | 8     | 12    | 001.30（1人）   | 05着 | R1:27.6（39.3）     | -0.9  | 0吉村智洋     | 58        | ウインムート           | 511         |
| 2019.01.27 | 東京         | 根岸S                  | GIII   | ダ1400m（良） | 16    | 8     | 16    | 007.90（4人）   | 13着 | R1:25.2（38.1）     | -1.7  | 0武豊         | 57        | コパノキッキング       | 518         |
| 0000.03.30 | メイダン     | ドバイGシャヒーン      | G1     | ダ1200m（良） | 9     |       | 9     | 041.00（9人）   | 02着 | 0                   | -     | 0武豊         | 57        | X Y Jet                | 計不        |
| 0000.07.07 | 中京         | プロキオンS            | GIII   | ダ1400m（稍） | 15    | 5     | 9     | 002.40（1人）   | 05着 | R1:21.8（37.5）     | -0.6  | 0武豊         | 57        | アルクトス             | 512         |
| 0000.09.08 | 阪神         | セントウルS            | GII    | 芝1200m（良） | 13    | 2     | 2     | 008.10（5人）   | 07着 | R1:07.6（34.6）     | -0.9  | 0武豊         | 56        | タワーオブロンドン     | 518         |
| 0000.11.02 | サンタアニタ | BCスプリント           | G1     | ダ1200m（良） | 8     |       | 10    |                 | 08着 |                     | -     | 0武豊         | 57        | Mitole                 | 計不        |
| 2020.02.29 | キングA      | サウジアC              | OP     | ダ1200m（良） | 13    | 12    | 7     |                 | 02着 | R1:11.72            | -0.04 | 0武豊         | 57        | New York Central       | 計不        |
| 0000.06.04 | 門別         | 北海道スプリントC      | JpnIII | ダ1200m（良） | 14    | 5     | 9     | 002.00（1人）   | 02着 | R1:12.8（38.0）     | -0.0  | 0武豊         | 57        | メイショウアイアン     | 528         |
| 0000.08.10 | 盛岡         | クラスターC            | JpnIII | ダ1200m（良） | 13    | 6     | 9     | 002.10（1人）   | 01着 | R1:08.5（34.6）     | -0.1  | 0武豊         | 55        | （ヒロシゲゴールド）   | 523         |
| 0000.10.07 | 大井         | 東京盃                 | JpnII  | ダ1200m（良） | 14    | 6     | 11    | 004.10（2人）   | 11着 | R1:12.1（36.5）     | -1.3  | 0C.ルメール   | 56        | ジャスティン           | 528         |
| 0000.11.03 | 大井         | JBCスプリント          | JpnI   | ダ1200m（稍） | 16    | 5     | 10    | 014.40（7人）   | 02着 | R1:11.0（37.3）     | -0.3  | 0武豊         | 57        | サブノジュニア         | 521         |
| 2021.02.20 | キングA      | リヤドダートスプリント |        | ダ1200m（良） | 13    |       | 6     |                 | 02着 | R1:10.70            | -0.04 | 0戸崎圭太     | 57        | Copano Kicking         | 計不        |
| 0000.03.27 | メイダン     | ドバイGシャヒーン      | G1     | ダ1200m（良） | 13    |       | 8     | 007.60（5人）   | 12着 | 0                   | -     | 0戸崎圭太     | 57        | Zenden                 | 計不        |
| 0000.08.09 | 盛岡         | クラスターC            | JpnIII | ダ1200m（良） | 14    | 7     | 12    | 004.80（3人）   | 05着 | R1:12.2（37.3）     | -1.1  | 0武豊         | 55        | リュウノユキナ         | 531         |
| 0000.11.06 | デルマー     | BCスプリント           | G1     | ダ1200m（良） | 9     |       | 4     |                 | 05着 |                     | -     | 0川田将雅     | 57        | Aloha West             | 計不        |

- タイム欄のRはレコード勝ちを示す。

## 血統表
| マテラスカイの血統        | マテラスカイの血統                                                     | マテラスカイの血統                                                     | （血統表の出典）                                                       | （血統表の出典） |
| 父系                      | ゴーンウェスト系（ミスタープロスペクター系）                           | ゴーンウェスト系（ミスタープロスペクター系）                           | ゴーンウェスト系（ミスタープロスペクター系）                           | [ § 2 ]          |
| 父 Speightstown 1998 栗毛 | 父の父Gone West 1984 鹿毛                                              | Mr. Prospector                                                         | Raise a Native                                                         | Raise a Native   |
| 父 Speightstown 1998 栗毛 | 父の父Gone West 1984 鹿毛                                              | Mr. Prospector                                                         | Gold Digger                                                            |                  |
| 父 Speightstown 1998 栗毛 | 父の父Gone West 1984 鹿毛                                              | Secrettame                                                             | Secretariat                                                            | Secretariat      |
| 父 Speightstown 1998 栗毛 | 父の父Gone West 1984 鹿毛                                              | Secrettame                                                             | Tamerett                                                               |                  |
| 父 Speightstown 1998 栗毛 | 父の母Silken Cat 1993 栗毛                                             | Storm Cat                                                              | Storm Bird                                                             | Storm Bird       |
| 父 Speightstown 1998 栗毛 | 父の母Silken Cat 1993 栗毛                                             | Storm Cat                                                              | Terlingua                                                              |                  |
| 父 Speightstown 1998 栗毛 | 父の母Silken Cat 1993 栗毛                                             | Silken Doll                                                            | Chieftain                                                              | Chieftain        |
| 父 Speightstown 1998 栗毛 | 父の母Silken Cat 1993 栗毛                                             | Silken Doll                                                            | Insilca                                                                |                  |
| 母 Mostaqeleh 2003 栗毛   | 母の父Rahy 1985 栗毛                                                   | Blushing Groom                                                         | Red God                                                                | Red God          |
| 母 Mostaqeleh 2003 栗毛   | 母の父Rahy 1985 栗毛                                                   | Blushing Groom                                                         | Runaway Bride                                                          |                  |
| 母 Mostaqeleh 2003 栗毛   | 母の父Rahy 1985 栗毛                                                   | Glorious Song                                                          | Halo                                                                   | Halo             |
| 母 Mostaqeleh 2003 栗毛   | 母の父Rahy 1985 栗毛                                                   | Glorious Song                                                          | Ballade                                                                |                  |
| 母 Mostaqeleh 2003 栗毛   | 母の母Istiqlal 1993 鹿毛                                               | Diesis                                                                 | Sharpen Up                                                             | Sharpen Up       |
| 母 Mostaqeleh 2003 栗毛   | 母の母Istiqlal 1993 鹿毛                                               | Diesis                                                                 | Doubly Sure                                                            |                  |
| 母 Mostaqeleh 2003 栗毛   | 母の母Istiqlal 1993 鹿毛                                               | Wasnah                                                                 | Nijinsky                                                               | Nijinsky         |
| 母 Mostaqeleh 2003 栗毛   | 母の母Istiqlal 1993 鹿毛                                               | Wasnah                                                                 | Highest Trump                                                          |                  |
| 母系(F-No.)               | 13号族(FN:13-c)                                                        | 13号族(FN:13-c)                                                        | 13号族(FN:13-c)                                                        | [ § 3 ]          |
| 5代内の近親交配           | Secretariat4×5＝9.38%、Northern Dancer5×5＝6.25%、Bold Ruler5×5＝6.25% | Secretariat4×5＝9.38%、Northern Dancer5×5＝6.25%、Bold Ruler5×5＝6.25% | Secretariat4×5＝9.38%、Northern Dancer5×5＝6.25%、Bold Ruler5×5＝6.25% | [ § 4 ]          |
| 出典                      | 1. 2. 3. 4.                                                            | 1. 2. 3. 4.                                                            | 1. 2. 3. 4.                                                            | 1. 2. 3. 4.      |

- 母の半姉Muqbilは英G3グリーナムSの勝ち馬[32]。
- 母の半姉Hureyaの仔に英G3フレッドダーリンSの勝ち馬Muthabara[33]、同じく半姉Zaqrahの仔に愛G3レパーズタウン1000ギニートライアルの勝ち馬Rawaaq[34]。
- 祖母の半兄にBahri（1995年セントジェームズパレスS、クイーンエリザベス2世S。種牡馬としてSakheeを輩出）がいる。
- 3代母の半姉Wingletの仔にAjina（英語版）（1997年マザーグースS、CCAオークス、BCディスタフ）、孫にQuality Road（2009年フロリダダービー、2010年ドンH、メトロポリタンH、ウッドワードS。種牡馬としてAbel TasmanやCity of Lightを輩出）など。
- 8代母は一大牝系の祖となったMyrtlewood。主な同牝系の活躍馬についてはマートルウッド#主なファミリーライン、フリゼット#フリゼット系の項を参照。